# Daewoo Tico
Daewoo Tico este un miniautomobil din seria de autoturisme realizate de Grupul Daewoo. A fost bazată pe Suzuki Alto din 1992.
Daewoo a început producția mașinilor Tico în 1991. Mașina era echipată cu un motor S-TEC(F8C) cu 3 cilindri, de 796 cc, și avea o cutie de viteze cu 5 trepte, dezvoltând 42 CP la 5800 rpm si un cuplu maxim (Nm/rpm) 60/2800-3600. Tico a fost exportat în Europa de Est într-un număr relativ mare, el fiind prezent în Bulgaria, România, Polonia, Cehia, Serbia, Rusia, Uzbekistan și alte țări. De asemenea foarte multe mașini au fost exportate și în America de Sud.
În 2000, Tico a fost înlocuit cu Daewoo Matiz, datorită unor norme de siguranță pe care nu le putea întruni, cum ar fi montarea de airbag-uri sau ABS.
Mașina a fost foarte populară datorită consumului mic, confortului relativ ridicat (aer condiționat, servo frână, etc.) și datorită dimensiunilor care o făceau ideală pentru traficul urban și nu numai.
Între 1998 și 2001 Tico a fost asamblat și la fabrica de la Craiova a constructorului Daewoo, dar cu piese produse în Coreea. De asemenea Tico a fost produs și în Polonia și Uzbekistan.